# 경주 게임

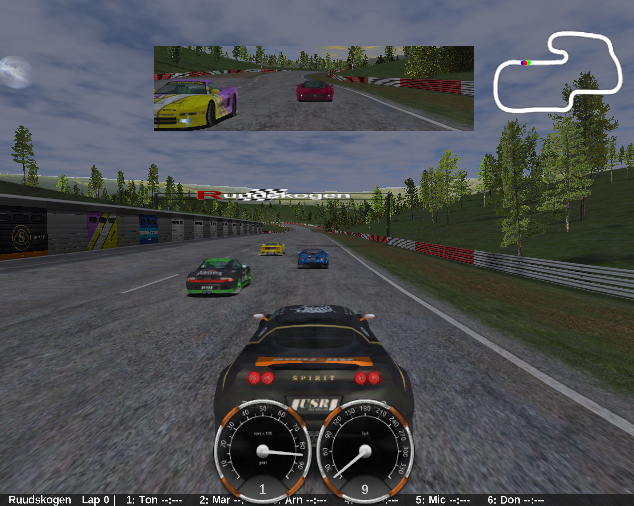
스피드 드림스의 자동차 경주

경주 게임(영어: racing video game) 또는 레이싱 게임은 플레이어가 경주 대회에 참가하는 비디오 게임 장르이다. 1인칭이나 3인칭 관점에서 플레이어가 육지나 바다, 대기의 차량을 이용하여 경주를 벌이는 비디오 게임의 일종이다. 스피드모드나 아이템 모드가 있다. 실제 경주 리그에서부터 환상적인 설정까지 다양한 것을 기반으로 할 수 있다. 이 게임들은 보다 현실적인 레이싱 시뮬레이션과 환상적인 아케이드 스타일의 레이싱 게임 사이의 스펙트럼에 걸쳐 분포한다. 카트 경주 게임은 1990년대에 후자의 인기 있는 하위 장르로 등장했다. 경주 게임은 또한 스포츠 게임의 범주에 속할 수도 있다.

## 하위 장르

### 아케이드 스타일 레이싱

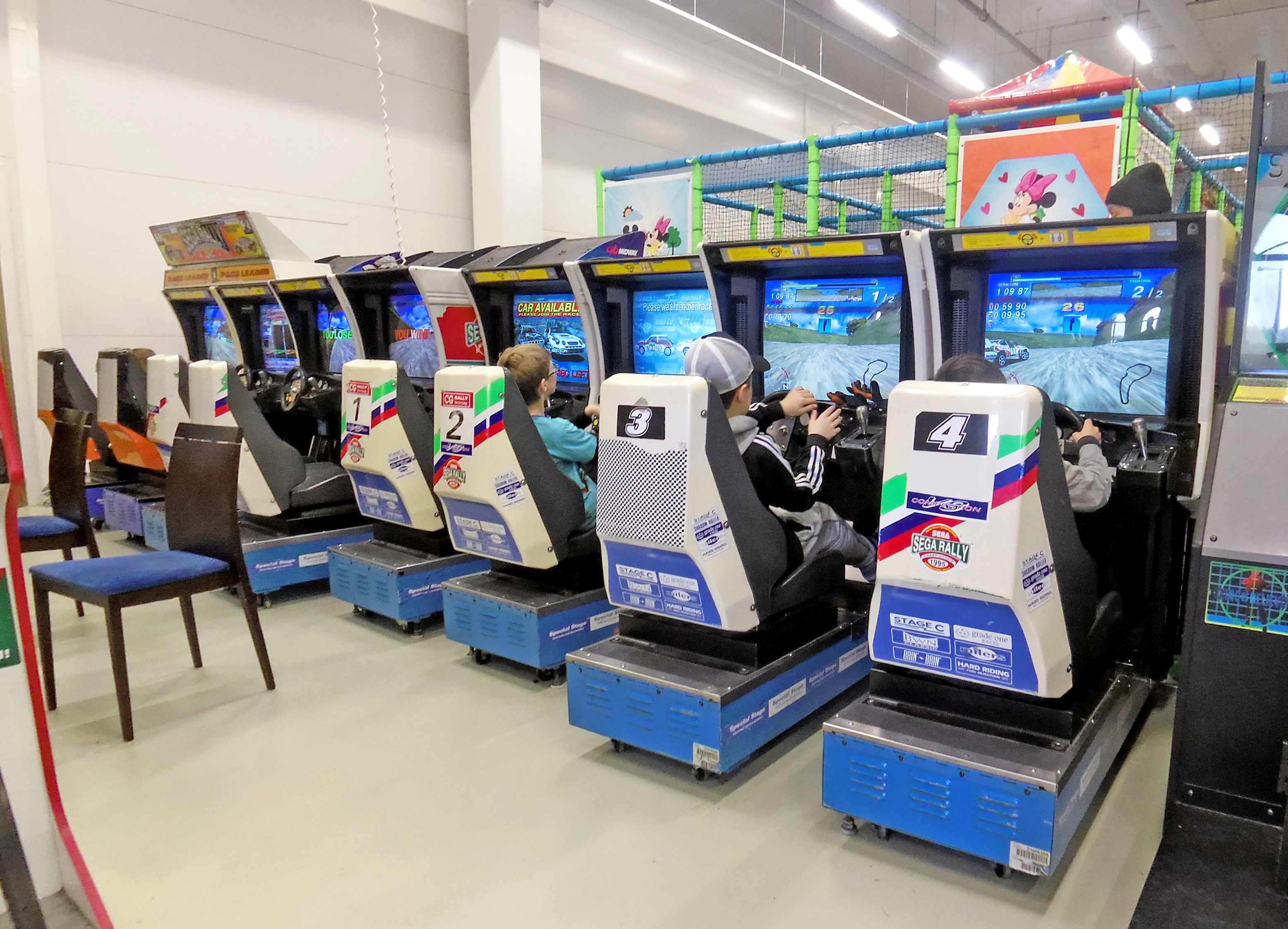
2017년 핀란드 투리의 벨젝셋 케스키넨 백화점에 있는 세가 랠리 아케이드 레이싱 게임

일반적으로 아케이드 스타일의 레이싱 게임은 즐거움과 빠른 속도감을 최우선으로 하며, 자동차는 보통 독특한 방식으로 경쟁한다. 아케이드 스타일 레이서와 시뮬레이션 레이서를 특별히 구별하는 주요 특징은 훨씬 더 자유로운 물리 엔진이다. 실제 경주(및 그에 따른 시뮬레이션 게임)에서는 운전자가 대부분의 회전에서 속도를 크게 줄여야 하지만, 아케이드 스타일 레이싱 게임은 일반적으로 플레이어가 회전을 드리프트하여 속도를 유지하도록 차량을 "파워슬라이드"할 것을 권장한다. 다른 레이서, 트랙 장애물 또는 교통 차량과의 충돌 또한 시뮬레이션 레이서보다 훨씬 더 과장되어 있다. 대체로 아케이드 스타일 레이서는 시뮬레이션 경험에 필요한 정밀함과 엄격함을 제거하고 레이싱 요소 자체에만 엄격하게 집중한다. 이들은 종종 실제 자동차와 리그의 라이선스를 취득하지만, 더 이국적인 설정과 차량에도 열려 있다. 경주는 고속도로, 구불구불한 도로 또는 도시에서 진행된다. 이들은 여러 바퀴를 도는 서킷이거나 체크포인트가 있는 하나 또는 여러 경로가 있는 지점 간 스프린트, 또는 데몰리션 더비, 점프 또는 운전 기술 테스트와 같은 다른 유형의 경쟁일 수 있다. 인기 있는 아케이드 스타일 레이싱 프랜차이즈에는 배틀 기어, 아웃런, 릿지 레이서, 데이토나 USA, 니드 포 스피드, 세가 랠리, 크루진, 번아웃, 러쉬, 미드나이트 클럽, 프로젝트 고담 레이싱, 트랙매니아, 모터스톰 및 포르자 호라이즌이 있다.
반대로, 전자오락실의 많은 아케이드 레이싱 게임은 종종 유압식 모션 시뮬레이터 아케이드 캐비닛을 사용하여 운전 또는 차량 탑승의 시각과 느낌을 시뮬레이션한다. 예를 들어, 플레이어가 앉아서 화면상의 동작을 제어하기 위해 움직이는 오토바이, 또는 화면상의 동작과 동기화되어 움직이는 자동차와 같은 캐비닛(좌석, 스티어링 휠, 페달, 기어 스틱 포함)이 있다. 이는 1980년대부터 세가의 아케이드 레이싱 게임에서 특히 흔했다. 그러나 이는 일반적으로 가정용 시스템용 아케이드 스타일 레이싱 게임이 아닌 오락실용 아케이드 레이싱 게임에서만 볼 수 있다.
2000년대 중반부터 후반까지 새로운 거리 경주의 경향이 있었다. 수입차를 모방하여 튜닝된 스포츠 콤팩트 및 스포츠카로 거리에서 경주한다. 가장 널리 알려진 것들은 미드나이트 클럽 3: D.U.B 에디션 및 미드나이트 클럽 시리즈, 니드 포 스피드 및 테스트 드라이브 시리즈의 일부 작품, 이니셜 D 시리즈, 주스드 시리즈 및 플랫아웃 2이다. 일부 아케이드 스타일 레이싱 게임은 상대방을 늦추거나 진행을 방해하여 추월할 수 있도록 상대방에게 사용할 수 있는 무기를 추가하여 레이서들 간의 경쟁을 증가시킨다. 이는 마리오 카트 시리즈와 같은 카트 경주 게임의 주요 기능이지만, 이러한 종류의 게임 메커니즘은 일반적인 자동차 기반 레이싱 게임에도 나타난다. 무기는 투사체 공격에서 함정, 그리고 속도 부스트와 같은 비전투 아이템에 이르기까지 다양하다. 무기 기반 레이싱 게임에는 풀 오토, 럼블 레이싱, 그립: 전투 레이싱, 리볼트 및 블러와 같은 게임이 포함된다. 레이싱 게임 요소를 사용하는 차량 전투 게임도 있다. 예를 들어, 트위스티드 메탈, 디스트럭션 더비 및 카마게돈과 같은 인기 있는 차량 전투 프랜차이즈에서도 레이싱이 게임 모드로 등장했다.

### 시뮬레이션 레이싱

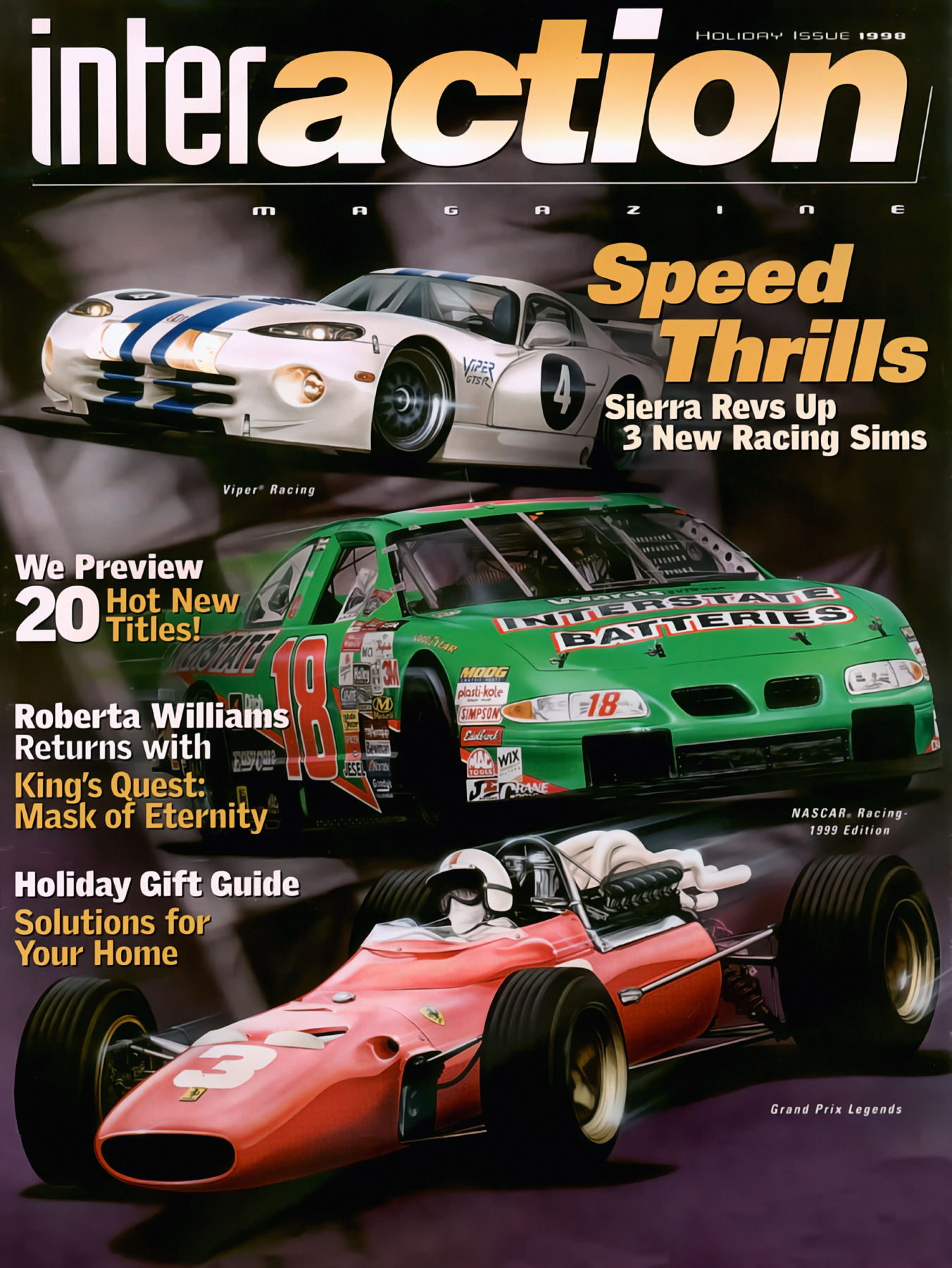
시에라 온라인은 NASCAR 레이싱 1999 에디션 및 그랑프리 레전드와 같은 1990년대 시뮬레이션 레이싱 게임의 선도적인 퍼블리셔였다.

시뮬레이션 스타일 레이싱 게임은 실제 자동차의 핸들링을 설득력 있게 재현하려고 노력한다. 이들은 종종 실제 자동차 또는 레이싱 리그의 라이선스를 취득하지만, 공식 라이선스를 획득할 수 없는 경우 실제 자동차와 유사하게 만들어진 가상 자동차를 사용하기도 한다. 차량 동작 물리 엔진은 경험의 핵심 요소이다. 전문 레이스 드라이버의 어려움도 보통 포함된다(예: 자동차의 타이어 상태 및 연료 수준 처리). 적절한 코너링 기술과 정밀한 레이싱 기동(예: 트레일 브레이킹)은 시뮬레이션 레이싱 게임에서 우선시된다.
이러한 레이싱 시뮬레이터는 운전 기술이 높은 사람들을 위해 특별히 제작되었지만, 게임 메뉴에서 활성화할 수 있는 보조 기능을 찾는 것은 드문 일이 아니다. 가장 일반적인 보조 기능은 트랙션 컨트롤(TC), 안티록 브레이크(ABS), 스티어링 지원, 손상 저항, 클러치 지원 및 자동 기어 변경이다.
소리는 레이싱 게임에서 플레이어 피드백에 중요한 역할을 하며, 엔진 및 타이어 소리는 자동차에 물리적으로 어떤 일이 일어나고 있는지를 전달한다. 자동차 오디오의 세 가지 주요 요소는 흡기, 배기 및 내부 엔진 소리이다. 이러한 요소의 녹음된 샘플은 그레인 합성, 루프 기반 모델링 또는 물리 모델링과 같은 방법을 통해 게임 내에 구현된다. 타이어 소리는 슬립 각도 및 변형에 따라 루프 샘플 또는 피치를 변조하여 플레이어에게 그립의 한계를 알려준다. 가장 좋은 소리를 내는 게임은 사운드 모델을 차량 및 타이어 시뮬레이션 모델과 효과적으로 통합한다.
이러한 레이싱 시뮬레이터 중 일부는 게임 팬들이 트랙, 자동차 및 실행 파일을 디코딩하여 사용자 정의할 수 있다. 가장 사실적인 것으로 간주되는 시뮬레이터를 중심으로 인터넷 커뮤니티가 성장했으며, 많은 웹사이트에서 인터넷 챔피언십을 개최한다. 이러한 레이싱 시뮬레이터 중 일부는 포르자 모터스포츠, 그란 투리스모, GTR2, 아세토 코르사, iRacing, 프로젝트 카스, 오토모빌리스타 2 등이 있다.

### 카트 레이싱

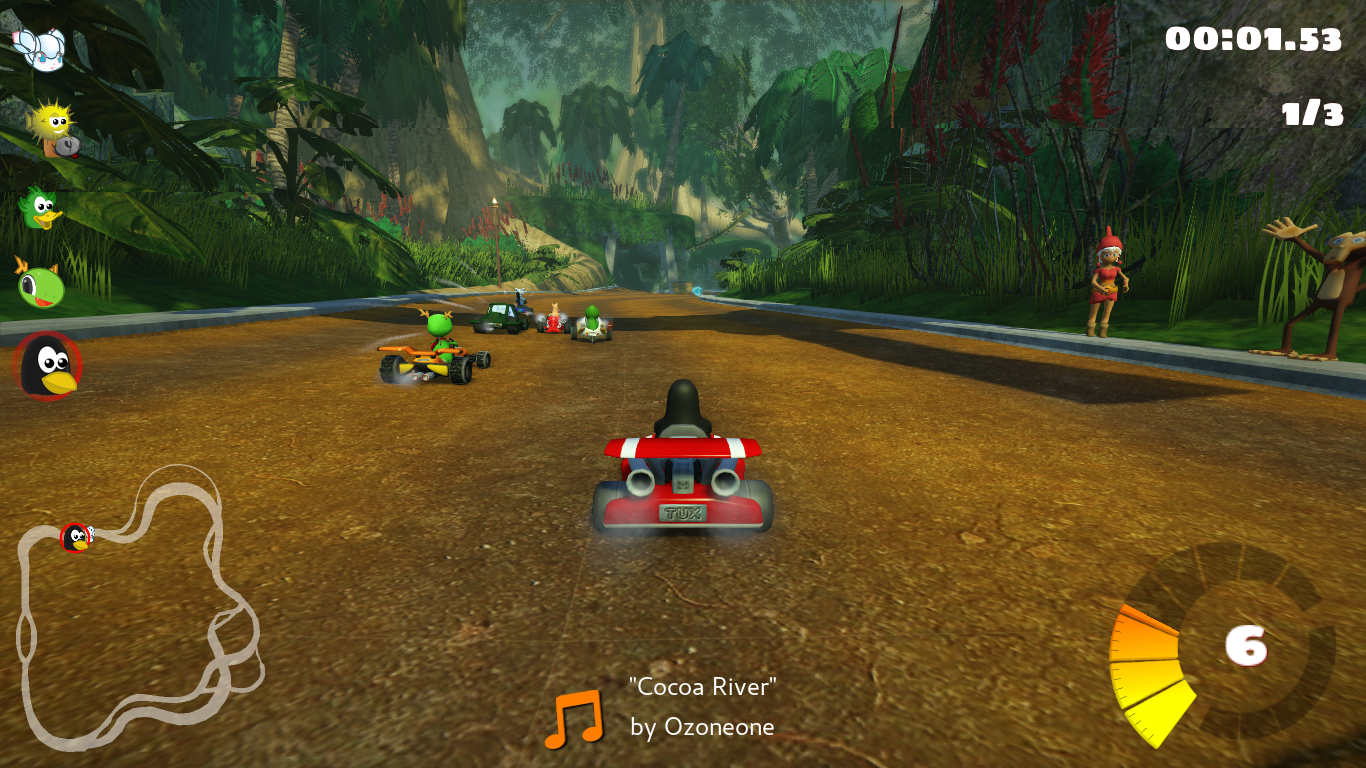
SuperTuxKart, 카트 레이싱 비디오 게임의 예시

카트 레이싱 게임은 운전 메커니즘을 단순화하면서 장애물, 특이한 트랙 디자인 및 다양한 액션 요소를 추가한다. 카트 레이서는 또한 다양한 플랫폼 게임 또는 만화 텔레비전 시리즈에서 알려진 캐릭터를 "엉뚱한" 차량의 운전자로 등장시키는 것으로도 알려져 있다. 카트 레이싱 게임은 다른 레이싱 게임보다 더 아케이드 같은 경험을 제공하며, 일반적으로 플레이어 캐릭터가 서로에게 투사체를 쏘거나 파워업을 수집할 수 있는 모드를 제공한다. 일반적으로 이러한 게임에서는 차량이 고카트처럼 움직이며, 기어 스틱이나 클러치 페달과 같은 것이 없다.
차량 전투 게임 요소는 1976년 타이토의 크래싱 레이스와 같은 초기 작품으로 거슬러 올라가지만, 카트 레이싱 하위 장르는 1992년 닌텐도의 슈퍼 패미컴용 슈퍼 마리오 카트로 대중화되었으며, 이는 마리오 카트 시리즈의 시작이었다. 이 게임은 당시 다른 레이싱 게임보다 하드웨어 제한으로 인해 속도가 느렸기 때문에 개발자들은 게임에 고카트 테마를 사용하게 되었다. 그 이후로 닉툰부터 사우스 파크에 이르는 다양한 캐릭터가 등장하는 50개 이상의 카트 레이싱 게임이 출시되었다.

### 반중력 레이싱
반중력 레이싱 게임은 플레이어가 반중력 기술을 사용하여 호버링하거나 활공하는 차량을 이용해 시간이나 다른 경쟁자와 겨루는 레이싱 게임의 한 종류이다. 이러한 게임은 종종 SF (장르) 테마와 첨단 기술 차량, 미래적인 트랙 디자인을 특징으로 한다. 여러 반중력 레이싱 게임에는 차량 전투 요소가 포함될 수도 있다.
아케이드에서 반중력 레이싱 게임(원래는 미래형 레이서로 알려짐)은 1980년대까지 거슬러 올라간다. 레이저디스크 게임인 스타 라이더(1983)와 코스모스 서킷(1984)은 배경에 애니메이션 레이저디스크 비디오를 사용하여 애니메이션 레이싱을 선보였다. 알파 덴시의 스플렌더 블래스트(1985)는 폴 포지션 스타일의 레이싱과 잭슨 스타일의 SF 차량, 우주 배경, 슈팅 게임 요소를 결합했다. 아타리 게임즈의 스턴 러너(1989)는 3D 폴리곤 그래픽을 특징으로 하며 플레이어가 다른 차량을 폭파할 수 있었다.
가정용 콘솔에서 반중력 레이싱 게임은 닌텐도의 슈퍼 패미컴용 에프제로(1990)로 정의되었으며, 이는 에프제로 시리즈를 탄생시켰다. 플레이스테이션 게임인 와이프아웃(1995)은 사이그노시스에서 개발되었으며, 3D 폴리곤 그래픽을 특징으로 했고 와이프아웃 시리즈를 탄생시켰다. 에프제로 시리즈는 이후 닌텐도 64용 에프제로 X(1998)로 3D 폴리곤 그래픽으로 전환되었다.

## 역사

### 1941년-1976년: 전자 기계식 운전 게임
레이싱 비디오 게임의 기반은 아케이드 운전 전자 기계식 게임(EM 게임)이었다. 가장 초기의 기계식 레이싱 아케이드 게임은 1900년으로 거슬러 올라가는데, 런던에 기반을 둔 오토매틱 스포츠 컴퍼니가 기계식 요트 레이싱 게임인 요트 레이서(Yacht Racer)를 제작했다. 기계식 자동차 운전 게임은 이후 1930년대 영국 전자오락실에서 유래했다. 미국에서는 인터내셔널 뮤토스코프 릴 컴퍼니가 이 영국 아케이드 운전 게임을 전자 기계식 게임 드라이브 모바일(Drive Mobile, 1941)로 개조했는데, 이 게임은 나중에 아케이드 비디오 게임이 사용할 것과 유사한 수직형 아케이드 캐비닛을 가지고 있었다. 스티어링 휠은 금속 드럼통에 그려진 도로 위에서 자동차 모형을 제어하는 데 사용되었으며, 목표는 도로가 좌우로 이동할 때 자동차를 중앙에 유지하는 것이었다. 카스코는 1958년 미니 드라이브라는 이름으로 이 유형의 운전 게임을 일본에 소개했다. 캐피톨 프로젝터의 1954년 기계 오토 테스트는 미리 녹화된 운전 비디오 영상을 투사하기 위해 필름 릴을 사용한 운전 시험 시뮬레이션으로, 영상이 재생될 때 올바른 결정을 내린 플레이어에게 점수를 주었다. 이 초기 EM 운전 게임은 도로 위에 플레이어 차량만 있었고, 경쟁할 라이벌 차량은 없었다.
EM 운전 게임은 일본에서 이후 발전했으며, 카스코의 1968년 레이싱 게임 인디 500이 시카고 코인에 의해 1969년 북미에 스피드웨이(Speedway)로 출시되었다. 이 게임은 원형 경주로를 가졌고, 개별 회전 디스크에 칠해진 라이벌 차량들이 램프에 의해 조명되었는데, 이는 거울을 사용하여 화면에 의사 3D 1인칭 시점을 투사하여 다채로운 그래픽을 생성했다. 이는 앞유리 시야와 유사했다. 게임 플레이는 플레이어가 원형 도로를 따라 운전하면서 충돌을 피하기 위해 차량을 피하는 것을 포함했으며, 수직 캐비닛, 노란색 마퀴, 세 자리 점수, 코인 상자, 스티어링 휠 및 가속 페달을 갖춘 원형 아케이드 레이싱 비디오 게임과 유사했다. 인디 500은 일본에서 2,000대 이상의 아케이드 캐비닛을 판매했으며, 스피드웨이는 북미에서 10,000대 이상의 캐비닛을 판매하여 1960년대의 가장 큰 아케이드 히트작 중 하나가 되었다. 타이토의 유사한 1970년 후방 투영 운전 게임 슈퍼 로드 7은 끝없이 스크롤되는 도로를 따라 운전하면서 차량을 피하는 것을 포함했으며, 이는 타이토의 1974년 레이싱 비디오 게임 스피드 레이스의 기반이 되었다.
1976년 남코가 개발하고 같은 해 아타리가 북미에 배급한 레이싱 게임인 F-1은 마지막 성공적인 전자 기계식 아케이드 게임 중 하나였다. 게임 플레이는 운전자의 시점에서 화면에 프로젝터 시스템을 사용하여 표시된다. 이 게임은 1976년과 1977년 2년 연속 일본에서 가장 높은 수익을 올린 아케이드 게임이었다. F-1은 인디 500의 영향을 받았을 것으로 추정되며, 남코의 1980년대 레이싱 비디오 게임에 영향을 미쳤을 것이다. 1970년대의 또 다른 주목할 만한 EM 게임은 카스코(칸사이 세이키 세이사쿠쇼)가 출시한 레이싱 액션 게임인 더 드라이버(The Driver)였다. 이 게임은 16mm 필름을 사용하여 화면에 풀 모션 비디오를 투사했지만, 게임 플레이는 제한된 상호 작용만 있었다. 플레이어는 나중에 레이저디스크 게임의 시퀀스처럼 화면에 표시되는 움직임과 스티어링 휠, 가속기 및 브레이크를 일치시켜야 했다.

### 1970년: 메인프레임 레이싱 게임
영국방송공사 텔레비전 프로그램 투모로우즈 월드는 1970년 크리스마스 특별 방송에서 1970년 크리스마스 이브에 TV 진행자 레이먼드 박스터와 영국 두 차례 포뮬러 원 월드 챔피언 그레이엄 힐이 플레이하는 메인프레임 컴퓨터 레이싱 게임을 방송했다. 이 게임은 IBM 직원인 레이 브래드쇼가 CALL/360을 사용하여 작성했으며, 두 명의 데이터 센터 운영자가 명령을 입력해야 했다.

### 1972년-1988년: 탑다운 2D 레이싱 비디오 게임

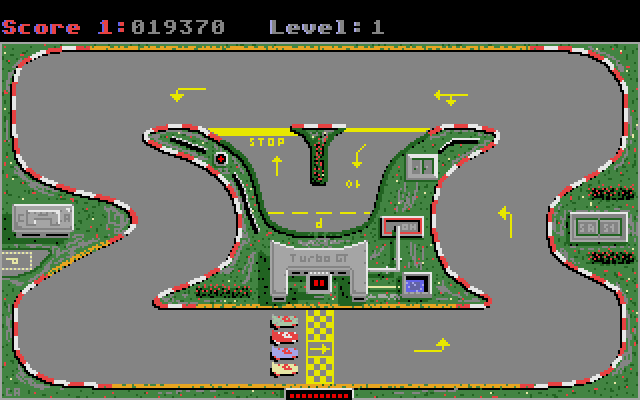
ERE 인포르마티크의 터보 GT (1986), 탑다운 레이싱 게임의 예시

아타리 창립자 놀런 부슈널은 1970년대 초 운전 비디오 게임에 대한 아이디어를 가지고 있었다. 그는 대학생 시절 아케이드에서 일하면서 EM 운전 게임을 접했고, 고객들이 게임하는 것을 관찰하고 기계를 유지보수하는 것을 도우면서 게임이 어떻게 작동하는지 배우고 게임 사업 운영 방식에 대한 이해를 발전시켰다. 아타리를 설립했을 때, 부슈널은 원래 스피드웨이의 영향을 받아 운전 비디오 게임을 개발할 계획이었지만, 대신 퐁(1972)을 개발하게 되었다.
가장 초기의 기본적인 레이싱 비디오 게임은 1972년에 최초의 비디오 게임 콘솔인 마그나복스 오디세이의 출시와 함께 거슬러 올라간다. 이 콘솔에는 와이프아웃(Wipeout)이라는 게임이 포함되어 있었는데, 플레이어는 텔레비전 화면에 놓인 오버레이로 윤곽이 잡힌 경주 트랙 주변에서 점을 움직였다. 이 게임은 레이스 게임 보드, 화면 오버레이, 자동차 토큰 및 피트 스톱 카드와 같은 물리적인 아이템을 사용하여 플레이해야 했다. 1973년, 아타리는 스페이스 레이스를 출시했는데, 플레이어는 우주선을 조종하여 상대방의 우주선과 경주하면서 혜성과 유성을 피해야 하는 아케이드 비디오 게임이다. 이 게임은 흑백 그래픽과 양방향 조이스틱으로 제어되는 경쟁적인 2인용 게임이다. 다음 해, 아타리는 아케이드에서 첫 번째 운전 비디오 게임인 그란 트랙 10을 출시했는데, 이는 낮은 해상도의 흰색-검정색 그래픽으로 트랙의 오버헤드 단일 화면 시야를 제공한다. 이 게임은 키 게임즈의 클론인 포뮬러 K에 영감을 주었으며, 포뮬러 K는 5,000개의 아케이드 캐비닛을 판매했다.
1974년 후반, 타이토는 스페이스 인베이더의 니시카도 토모히로가 디자인한 스피드 레이스를 출시했는데, 플레이어는 다른 차량을 피하면서 직선 트랙을 따라 운전한다. 이 게임은 수직 스크롤을 사용했으며, 두 개의 오래된 전자 기계식 게임: 카스코의 미니 드라이브와 타이토의 슈퍼 로드 7에서 영감을 받았다. 스피드 레이스는 미드웨이 게임스에 의해 북미에 휠즈(Wheels)로 리브랜딩되어 출시되었고, 이후 레이싱 게임에 영향을 미쳤다. 미드웨이는 또한 앉아서 플레이하는 캐비닛을 가진 레이서(Racer)라는 또 다른 버전을 출시했다. 스피드 레이스는 일본에서 히트했고, 휠즈와 휠즈 II는 미국에서 10,000개의 캐비닛을 판매했다. 이 게임의 수직 스크롤 사용은 아타리의 하이웨이(1975)에 채택되었고, 이 게임은 오래된 전자 기계식 게임과 유사한 앉아서 플레이하는 캐비닛을 도입했다.
1977년, 아타리는 "여러 방향으로 스크롤링되는 플레이필드를 특징으로 하는 최초의 게임"으로 역사적으로 중요한 레이싱 게임인 슈퍼 버그를 출시했다. 세가의 모나코 GP(1979)는 가장 성공적인 전통적인 2D 레이싱 게임 중 하나였으며, 1981년 미국에서 가장 인기 있는 아케이드 운전 게임이 되었고, 그 해 가장 높은 수익을 올린 게임 중 하나였다. 또한 1987년까지 리플레이 아케이드 차트에 기록적인 수의 등장을 기록했다. 1980년, 남코의 오버헤드 뷰 운전 게임인 랠리 X는 배경 음악을 사용한 최초의 게임 중 하나였으며, 수직 및 수평의 여러 방향으로 스크롤링을 허용했다. 또한 미니맵을 사용하여 랠리 자동차의 위치를 지도에 표시한다.

### 1976년-1992년: 의사 3D 레이싱 비디오 게임

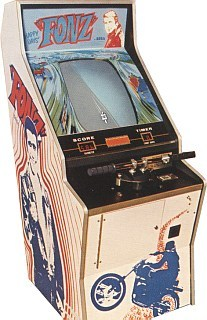
폰즈(1976) 수직 아케이드 캐비닛

1976년 2월, 세가는 아케이드 게임 로드 레이스를 출시했고, 이는 오토바이 변형인 모토크로스(Moto-Cross)로 재작업되었으며, 맨 T.T.(Man T.T., 1976년 8월 출시)로도 알려져 있다. 이후 인기 시트콤 해피 데이스의 연계 작품으로 미국에서 폰즈로 재브랜딩되었다. 이 게임은 3차원 원근법 시점을 특징으로 했으며, 다른 차량과의 충돌 시 햅틱 피드백으로 오토바이 핸들바가 진동하는 기능도 있었다. 1976년 봄, 아케이드 게임 뉘르부르크링 1은 1인칭 시점을 제공했다. "최초의 스캔들 아케이드 게임"으로 여겨지는 엑시디의 데스 레이스(1976)는 폭력적인 내용으로 언론에서 광범위하게 비판받았지만, 이는 오히려 인기를 상당히 증가시키는 데 기여했다. 세가는 1977년 1월 맨 T.T.의 2인용 버전인 트윈 코스 T.T.를 출시했다. 1979년에는 벡터빔의 스피드 프리크가 출시되었는데, 이는 3차원 벡터 레이싱 게임으로, Killer List of Videogames는 이 게임을 "매우 인상적이고 시대를 앞서갔다"고 평가한다. 1981년 세가가 출시한 터보는 풀 컬러 그래픽으로 스프라이트 스케일링을 사용한 최초의 레이싱 게임이었다.
남코가 개발하고 아타리가 북미에 출시한 폴 포지션은 1982년에 출시되었다. 이 게임은 "논란의 여지가 있지만 지금까지 만들어진 가장 중요한 레이싱 게임"으로 평가된다. 이 게임은 남코의 이전 레이싱 전자 기계식 게임인 F-1(1976)의 진화형으로, F-1의 디자이너 오스기 쇼가 폴 포지션 작업에 참여했다. 폴 포지션은 실제 레이싱 서킷을 기반으로 한 최초의 비디오 게임이었고, 플레이어가 그랑프리 레이스에 참가하기 전에 타임 트라이얼을 완료해야 하는 예선 랩을 도입한 최초의 게임이었다. 최초의 3인칭 레이싱 비디오 게임은 아니었지만(세가의 터보가 선행함), 폴 포지션은 장르의 관습을 확립했고 그 성공은 수많은 모방작에 영감을 주었다. 일렉트로닉 게임즈에 따르면, "오락실에서 처음으로, 1인칭 레이싱 게임은 그저 네 바퀴를 도로에 유지하는 것보다 자동차를 추월하고 선두권에 드는 것에 더 큰 보상을 준다." IGN에 따르면, 이 게임은 또한 "체크포인트를 도입"했으며, 북미에서 1983년 가장 높은 수익을 올린 아케이드 게임으로서의 성공은 "이 장르를 앞으로 수십 년 동안 확고히 자리 잡게 하고 수많은 다른 레이싱 게임에 영감을 주었다." 이 게임은 1983년까지 미국에서 21,000개 이상의 아케이드 캐비닛을 판매했으며, 1984년에도 다시 미국에서 가장 높은 수익을 올린 아케이드 게임이 되었다.
타이토의 레이저 그랑프리는 1983년 7월에 도입되었으며, 미리 녹화된 라이브 액션 영상을 사용하는 최초의 레이싱 레이저디스크 게임이었다. 1984년에는 세가의 라이브 액션 영상이 포함된 GP 월드와 유니버설의 3D 애니메이션 레이싱 카 운전을 특징으로 하는 탑 기어(Top Gear)를 포함하여 여러 다른 레이싱 레이저디스크 게임이 뒤따랐다. 같은 해, 아이렘의 배틀로드는 분기 경로와 최대 32개의 가능한 경로를 가진 차량 전투 레이싱 게임이었다. 나중에 그랑프리 시리즈(팬들에게 GPX로 알려짐)를 개발한 제프 크라몬드는 BBC 마이크로컴퓨터용으로 출시된 REVS라는 가정용 시스템에서 레이싱 시뮬레이터의 첫 시도로 여겨지는 것을 제작했다. 이 게임은 영국 포뮬러 3를 비공식적으로 재현했다(따라서 시리즈와 관련된 공식 팀이나 드라이버 이름은 없음). 하드웨어 기능은 시뮬레이션의 깊이를 제한하고 (초기에는) 하나의 트랙으로 제한했지만, 당시 대부분의 다른 레이싱 게임보다 더 자세한 반사실적인 운전 경험을 제공했다.
1980년대 중반부터 아케이드 레이싱 게임은 유압식 모션 시뮬레이터 아케이드 캐비닛을 사용하는 추세가 되었다. 이 추세는 세가의 "타이칸" 게임에 의해 촉발되었는데, "타이칸"은 일본어로 "몸의 감각"을 의미한다. "타이칸" 추세는 스즈키 유의 세가 팀(나중에 세가 AM2로 알려짐)이 행온(1985)을 개발하면서 시작되었다. 행온은 플레이어가 오토바이 복제품에 앉아서 움직여 게임 내 동작을 제어하는 레이싱 비디오 게임이다. 행온은 그랑프리 스타일의 오토바이 레이서였다. 이 게임은 포스 피드백 기술을 사용했으며, 또한 16비트 그래픽과 높은 프레임 레이트로 의사 3D 스프라이트 스케일링을 가능하게 하는 세가의 "슈퍼 스케일러" 기술을 사용한 최초의 아케이드 게임 중 하나였다. 행온은 1986년 미국에서 가장 높은 수익을 올린 아케이드 게임이 되었고, 일본과 런던에서 그 해 가장 높은 수익을 올린 아케이드 게임 중 하나였다.
스즈키의 세가 팀은 나중에 아웃런(1986)을 포함한 레이싱 게임에 유압식 모션 시뮬레이터 조종석 캐비닛을 사용했다. 아웃런은 의사 3D 스프라이트 기반 운전 엔진으로 유명하며 당시 가장 그래픽적으로 인상적인 게임 중 하나였고, 많은 속편을 낳은 즉각적인 고전이 되었다. 또한 플레이어에게 게임을 진행할 경로를 비선형적으로 선택하고 운전 중 들을 사운드트랙을 선택할 수 있는 기능을 제공했다. 이는 라디오 방송국으로 표현되었다. 이 게임은 선택한 경로에 따라 최대 5개의 엔딩을 가졌고, 각각은 당시 게임 엔딩에서 흔히 볼 수 있었던 간단한 "축하합니다" 메시지보다는 엔딩 시퀀스였다. 이 게임은 1980년대 세가의 베스트셀러 아케이드 캐비닛이 되었으며, 전 세계적으로 30,000개 이상의 아케이드 캐비닛이 판매되었다. 같은 해, 듀렐은 공식 로터스 라이선스와 작동하는 자동차 방향지시등이 있는 터보 에스프리를 출시했다.
1987년, 스퀘어는 최초의 입체 3D 게임 중 하나인 래드 레이서를 출시했다. 같은 해, 아타리는 약간의 슈팅 요소도 포함된 운전 게임인 로드블래스터스를 제작했다.
마지막으로 성공한 의사 3D 아케이드 레이서 중 하나는 세가의 슈퍼 모나코 GP(1989)였다. 이는 모나코 그랑프리의 시뮬레이션 게임이었다. 이 게임은 1989년 일본에서 세 번째로 높은 수익을 올린 아케이드 게임이었고, 1990년 일본에서도 다시 세 번째로 높은 수익을 올린 아케이드 게임이었다. 1992년, 닌텐도는 슈퍼 마리오 카트를 출시했지만, 이 게임은 의사 3D 레이싱으로 알려져 있었다. 여기에는 레이싱에서 플레이어에게 영향을 미치는 아이템이 있었고, 심판인 라키투는 규칙을 알려주고 레이서가 떨어지는 것을 구조하는 것을 도와주었다.

### 1988년-1994년: 3D 폴리곤 그래픽으로의 전환

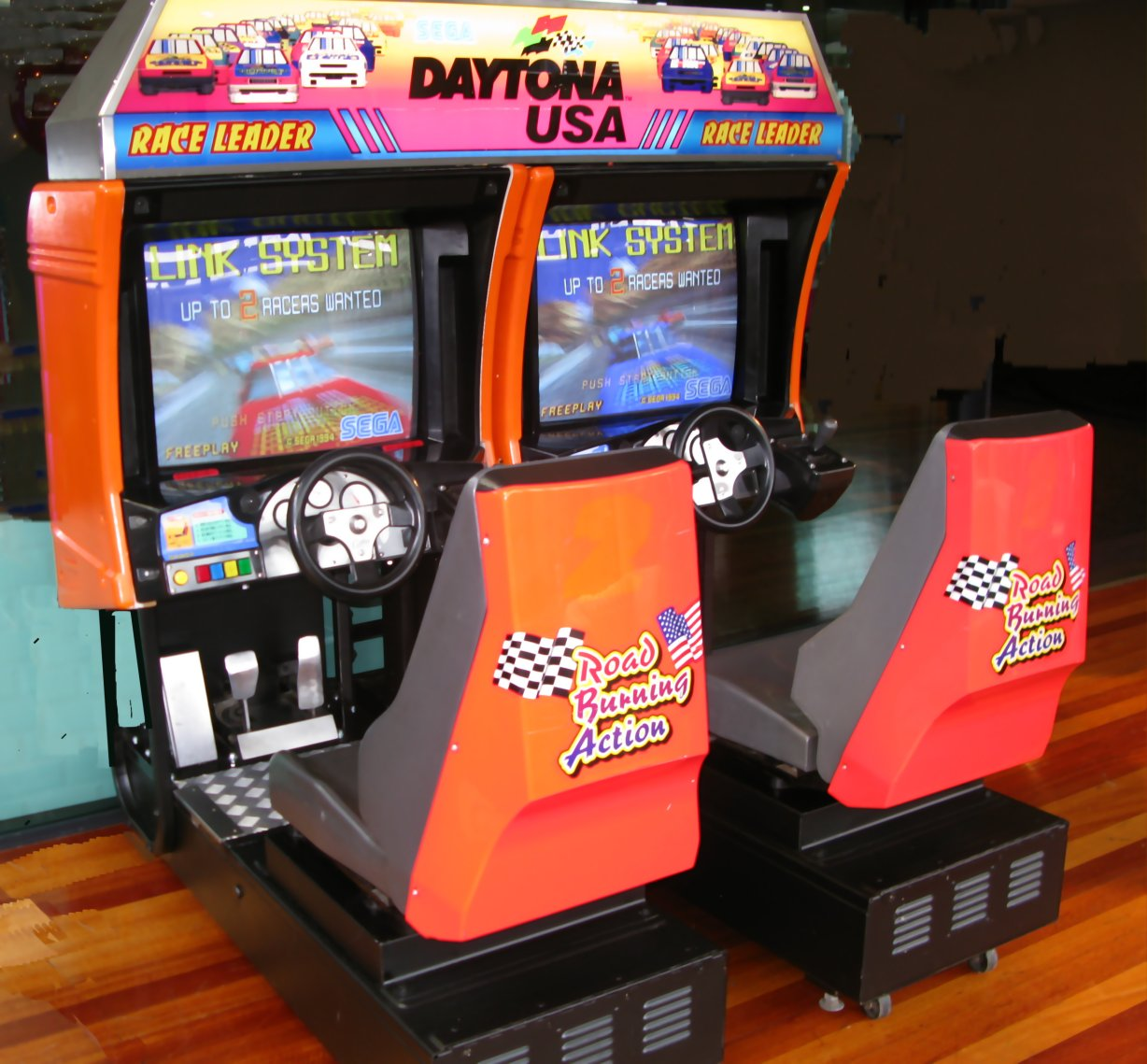
데이토나 USA (1994) 트윈 시트 아케이드 캐비닛

1988년, 남코는 위닝 런을 출시했는데, 이는 3D 폴리곤 그래픽을 사용했다. 이 게임은 1989년 일본에서 두 번째로 높은 수익을 올린 아케이드 게임이 되었다. 1989년, 아타리는 또 다른 3D 폴리곤 그래픽을 사용한 아케이드 운전 게임인 하드 드라이빙을 출시했다. 이 게임은 강렬한 회전 시 휠이 플레이어와 싸우는 포스 피드백과 충돌 리플레이 카메라 뷰를 사용한다.
세가는 1992년 버추어 레이싱을 제작했다. 3D 그래픽을 사용한 최초의 아케이드 레이싱 게임은 아니지만(위닝 런, 하드 드라이빙 및 스턴츠가 선행함), 당시 게임의 최고의 기능과 멀티플레이어 기기 연결 및 깔끔한 3D 그래픽을 결합하여 당시 아케이드 시장 표준을 훨씬 뛰어넘는 게임을 만들어냈고, 이후 3D 레이싱 게임의 토대를 마련했다. 이 게임은 더 복잡한 3D 모델과 배경, 더 높은 프레임 레이트, 그리고 추적 카메라와 1인칭 시점과 같은 전환 가능한 카메라 앵글을 통해 초기 3D 레이싱 게임을 개선했다. IGN은 이 게임을 역대 세 번째로 영향력 있는 레이싱 게임으로 평가한다.
1993년, 남코는 릿지 레이서를 출시했다. 이 게임의 3D 폴리곤 그래픽은 구로 셰이딩과 텍스처 매핑을 사용하여 돋보였다. 이로써 운전 게임의 폴리곤 전쟁이 시작되었다. 세가는 이후 데이토나 USA를 출시했는데, 이 게임은 3D 폴리곤 그래픽과 텍스처 필터링을 특징으로 했다. 다음 해, 일렉트로닉 아츠는 더 니드 포 스피드를 제작했으며, 이 게임은 이후 세계에서 가장 성공적인 레이싱 게임 시리즈이자 가장 성공적인 비디오 게임 시리즈 중 하나가 되었다. 같은 해, 미드웨이는 크루진 USA를 선보였다.

### 1989년-1995년: 심 레이싱 하위 장르의 출현
현재는 없어진 파피루스 디자인 그룹은 1989년 데이비드 캐머와 오마르 쿠다리가 디자인한 비평가들의 찬사를 받은 인디애나폴리스 500: 더 시뮬레이션을 통해 레이싱 시뮬레이터 제작에 처음으로 도전했다. 이 게임은 일반적으로 개인용 컴퓨터에서 최초의 진정한 자동차 경주 시뮬레이션으로 간주된다. 1989년 인디애나폴리스 500 그리드를 정확하게 재현했으며, 당시에는 고급 3D 그래픽과 설정 옵션, 자동차 고장 및 핸들링을 제공했다. 당시 대부분의 다른 레이싱 게임과 달리, 인디애나폴리스 500은 네 개의 접지면과 노면 사이의 관계, 고속 회전 시 그립 손실과 같은 사실적인 물리 및 원격 측정법을 시뮬레이션하여 플레이어가 적절한 레이싱 라인과 믿을 수 있는 스로틀-브레이크 상호 작용을 채택하도록 강제했다. 이 게임에는 타이어, 충격 흡수 장치 및 윙 조정을 포함하여 차량을 개조할 수 있는 차고 시설이 포함되어 있다. 손상 모델링은 오늘날의 표준으로는 정확하지 않지만, 인상적이고 재미있는 대규모 충돌을 만들어낼 수 있었다.
크라몬드의 포뮬러 원 그랑프리는 1992년 심 레이싱의 새로운 챔피언이 되었고, 다음 해 파피루스의 인디카 레이싱이 출시되기 전까지 그 자리를 지켰다. 포뮬러 원 그랑프리는 당시 컴퓨터 게임으로는 비할 데 없는 디테일과 1991년 포뮬러 원 월드 챔피언십의 드라이버, 자동차 및 서킷을 완벽하게 재현했다는 점을 자랑했다. 그러나 미국 버전(월드 서킷으로 알려짐)은 FIA로부터 공식 라이선스를 받지 못했기 때문에 팀과 드라이버의 이름이 변경되었다(모두 드라이버/팀 선택 메뉴를 사용하여 실제 이름으로 다시 변경할 수 있었지만). 예를 들어 아이르통 세나는 "카를로스 산체스"가 되었다.
1995년, 세가 랠리 챔피언십은 랠리 레이싱을 도입했으며, 일반적인 경쟁 멀티플레이어와 함께 협동 플레이를 특징으로 했다. 세가 랠리는 또한 아스팔트, 자갈, 진흙을 포함한 다양한 노면에서 주행하는 것을 특징으로 한 최초의 게임이었으며, 노면의 마찰력 특성에 따라 자동차의 핸들링이 그에 따라 달라져 이 장르의 중요한 이정표가 되었다.

### 1996년-현재: 현대 레이싱 게임
1990년대 초중반에는 세가와 남코가 사실적인 3D 비주얼을 갖춘 고급 아케이드 레이싱 게임 시장을 거의 독점하고 있었다. 1996년에는 아타리 게임즈의 샌프란시스코 러쉬: 익스트림 레이싱, 가엘코의 스피드 업, 자레코의 슈퍼 GT 24h, 코나미의 와인딩 히트 등 여러 경쟁자들이 이들의 독점에 도전하려 했다. 1996년, 닌텐도는 슈퍼 마리오 카트의 속편인 마리오 카트 64라는 3D 게임을 만들었으며, 라키투가 후진하거나, 로켓 스타트를 위해 엔진을 가속시키거나, 플레이어를 낙하에서 구출하는 등의 액션이 있었다. 마리오 카트 64는 사용되는 아이템에 더 중점을 두었다. 아타리는 1997년 샌프란시스코 러쉬를 선보이기 전까지는 3D 열풍에 동참하지 않았다.
1997년, 1992년부터 5년간의 제작 기간을 거쳐 그란 투리스모가 플레이스테이션으로 출시되었다. 이 게임은 당시 가장 현실적인 레이싱 시뮬레이션 게임으로 평가받았으며, 모든 기술 수준의 플레이어가 플레이할 수 있는 플레이어빌리티와 결합되었다. 이 게임은 풍부하고 세심한 튜닝 옵션을 제공했으며, 플레이어가 운전 시험을 통해 운전 면허를 취득하고, 경주에 참여하며, 자신만의 경력 모드 경로를 선택해야 하는 개방형 경력 모드를 도입했다. 그란 투리스모 시리즈는 2018년 4월 현재 전 세계적으로 8천만 대 이상 판매되며 역대 두 번째로 성공적인 레이싱 게임 프랜차이즈가 되었다.
1997년경에는 일반적인 PC가 3DFX 부두와 같은 1세대 3D 가속기의 도입으로 주로 그래픽 품질 면에서 아케이드 머신과 대등한 수준이 되었다. 더 빠른 CPU는 점점 더 사실적인 물리, 자동차 제어 및 그래픽을 시뮬레이션할 수 있었다.
콜린 맥레이 랠리는 1998년 PC 세계에 소개되었고, 이전에는 덜 진지한 세가 랠리 챔피언십에서만 가능했던 랠리 드라이빙 세계의 성공적인 세미 시뮬레이션이었다. PC 게임인 모터헤드는 나중에 아케이드로 다시 각색되었다. 같은 해, 세가는 현실적인 충돌과 그래픽을 특징으로 하는 최초의 레이싱 게임 중 하나인 데이토나 USA 2(배틀 온 더 엣지 및 파워 에디션)를 출시했다.
1999년에는 크래쉬 밴디쿳 캐릭터들이 등장하는 카트 레이싱 게임인 크래쉬 팀 레이싱이 출시되었다. 이 게임은 조작감과 코스 디자인으로 찬사를 받았다. 크래쉬 밴디쿳과 그 레이싱 시리즈는 계속되었으며, 가장 최근 게임은 크래쉬 팀 레이싱: 니트로 퓨얼드(2019년 6월)이다. 1999년은 또한 게임이 더 "자유로운 형식"의 세계로 변화하는 시기이기도 했다. PC용 미드타운 매드니스는 플레이어가 다양한 차량을 사용하여 시카고의 단순화된 버전을 탐험하고 원하는 경로를 선택할 수 있게 한다. 아케이드 세계에서는 세가가 크레이지 택시를 선보였다. 이는 플레이어가 택시 운전사로서 고객을 가장 짧은 시간 내에 목적지까지 데려다주는 샌드박스 레이싱 게임이었다. 세가의 비슷한 게임으로는 이머전시 콜 앰뷸런스가 있는데, 거의 동일한 게임 플레이(환자를 태워 병원에 최대한 빨리 데려다주는 것)를 가지고 있다. 게임은 점점 더 시각적으로 사실적으로 변해가고 있다. 일부 아케이드 게임은 이제 서라운드 뷰를 제공하기 위해 3개의 화면을 특징으로 한다.
2000년, 엔젤 스튜디오(현재 록스타 샌디에이고)는 플레이스테이션 2와 게임보이 어드밴스로 출시된 미드나이트 클럽: 스트리트 레이싱으로 비디오 게임 콘솔과 휴대용 게임 콘솔에 최초의 자유 로밍 또는 이전의 "자유 형식" 레이싱 게임을 선보였다. 이 게임은 플레이어가 런던과 뉴욕을 가상으로 재현한 곳 어디든 운전할 수 있게 했다. 경주를 위해 폐쇄된 트랙을 사용하는 대신, 이 게임은 자유 로밍 지도에 있는 다양한 체크포인트를 경주의 경로로 사용하여 플레이어가 다양한 지름길이나 다른 경로를 통해 경주의 체크포인트로 갈 수 있도록 옵션을 제공했다.
2001년 남코는 완간 미드나이트를 아케이드에 출시했고 나중에 완간 미드나이트 R이라는 업그레이드를 출시했다. 완간 미드나이트 R은 또한 겐키에 의해 플레이스테이션 2로 완간 미드나이트라는 이름으로 이식되었다.
2003년, 록스타 샌디에이고의 미드나이트 클럽 II는 플레이 가능한 자동차와 오토바이 모두를 특징으로 한 최초의 레이싱 게임이었다. 남코는 완간 미드나이트 R의 속편 격인 완간 미드나이트 맥시멈 튠을 출시했다.
마리오 카트 8 디럭스(닌텐도 스위치용) 및 닉툰 레이서와 같은 단순 액션-아케이드 레이서부터 그랑프리 레전드, iRacing, 버추얼 그랑프리 3, 라이브 포 스피드, 넷카 프로, 아세토 코르사, GT 레전드, GTR2, rFactor, X 모터 레이싱, 카X 스트리트 및 아이패드 3D 레이서 익스힐러레이스(Exhilarace)와 같은 초현실적인 시뮬레이터에 이르기까지 다양한 운전 게임이 있다.

## 같이 보기
- 카트라이더
- 마리오카트
- 아스팔트 9: 레전드